# Tennis de table handisport aux Jeux africains de 2003
Les épreuves de Tennis de table handisport  ont été introduites pour la première fois lors des  Jeux africains de 2003 sont la première apparition de ce sport aux Jeux africains. Elles se répartissent en 11 épreuves pour hommes et 8 pour femmes, avec la participation de 12 nations. 

## Participants par nations
- Nigéria : 18
- Égypte : 10
- Togo : 10
- Burkina Faso : 10
- Benin : 9
- Niger : 8
- Algérie : 4
- Afrique Du Sud : 4
- Côte d’Ivoire : 2
- Gabon : 2
- Lesotho : 2
- Sierra Leone : 1
- Tunisie : 1

## Résultats

### Hommes
| Épreuves                          | Or                                                    | Argent                                                      | Bronze                                        |
| --------------------------------- | ----------------------------------------------------- | ----------------------------------------------------------- | --------------------------------------------- |
| Simple messieurs, classes 2 et 3  | Oluade Egbinola                                       | Adeyeme Bamgbosse                                           | Kissae Gbandi                                 |
| Simple messieurs, classe 4        | Sameh Mohamed Aid                                     | Muritale Ibrahim                                            | Jean-Pierre Dossou                            |
| Simple messieurs, classe 5        | Wasiu Yusuf                                           | Shinedu Njoku                                               | Nasiru Sule                                   |
| Simple messieurs, classes 6 à 8   | Johan Du Plooy                                        | Khaled Hamed                                                | Pieter Du Plooy                               |
| Simple messieurs, classe 9        | Olufemi Alabi                                         | Tajudeen Agunmbiade                                         | Tunde Alisa                                   |
| Simple messieurs, open assis      | Shinedu Njoku                                         | Nasiru Sule                                                 | Wasiu Yusuf                                   |
| Simple messieurs, open debout     | Tajudeen Agunmbiade                                   | Olufemi Alabi                                               | Tunde Alisa                                   |
| Double messieurs, assis (1 à 5)   | Sameh Mohamed Aid Ayman Abdelmoneim                   | Wasiu Yusuf Nasiru Sule                                     | Oluade Egbinola Muritale Ibrahim              |
| Equipe messieurs, assis (1 à 5)   | Égypte Sameh Mohamed Aid Ayman Abdelmoneim            | Nigéria Shinedu Njoku Wasiu Yusuf Nasiru Sule Mutiu Ojikutu | Benin Jean-Pierre Dossou Jean-Pierre Domingo  |
| Double messieurs, debout (6 à 10) | Olufemi Alabi Tajudeen Agunmbiade                     | Johan Du Plooy Pieter Du Plooy                              | Ibrahim El Faoui Nasr Abdelhafidh             |
| Equipe messieurs, debout (6 à 10) | Nigéria Olufemi Alabi Tunde Alisa Tajudeen Agunmbiade | Égypte Farag Foued Hassen Khaled Hamed Atef Abdelkarim      | Afrique du Sud Johan Du Plooy Pieter Du Plooy |

### Femmes
| Épreuves                         | Or                                       | Argent                                                                   | Bronze                              |
| -------------------------------- | ---------------------------------------- | ------------------------------------------------------------------------ | ----------------------------------- |
| Simple dames, classes 2 et 3     | Alet Moll                                | Magareth Okoko                                                           | Fatma Moharram                      |
| Simple dames, classes 4 à 6      | Rosabelle Riese                          | Oluwatosin Dawodu                                                        | Sabah Ibrahim                       |
| Simple dames, classes 7 à 9      | Maimuna Habib                            | Fayza Abdelhafedh                                                        | Rachidat Adeyma                     |
| Simple dames, open assises       | Alet Moll                                | Oluwatosin Dawodu                                                        | Sabah Ibrahim                       |
| Simple dames, open debout        | Maimuna Habib                            | Fayza Abdelhafedh                                                        | Abuiodun Yusuf                      |
| Double dames, classes 1 à 5      | Alet Moll Rosabelle Riese                | Magareth Okoko Omolara Afolabi                                           | Oluwatosin Dawodu Vivian Ozurumba   |
| Double dames, classes plus que 5 | Nigéria                                  | Nigéria                                                                  |                                     |
| Equipes dames, classe 1 à 5      | Afrique Du Sud Alet Moll Rosabelle Riese | Nigéria Magareth Okoko Oluwatosin Dawodu Vivian Ozurumba Omolara Afolabi | Égypte Sabah Ibrahim Fatma Moharram |

## Tableau des médailles
| Rang  | Nation         | Or | Argent | Bronze | Total |
| ----- | -------------- | -- | ------ | ------ | ----- |
| 1     | Nigeria        | 10 | 14     | 8      | 32    |
| 3     | Afrique du Sud | 6  | 1      | 2      | 9     |
| 2     | Égypte         | 3  | 4      | 5      | 12    |
| 4     | Bénin          | 0  | 0      | 2      | 2     |
| 5     | Togo           | 0  | 0      | 1      | 1     |
| Total | 5 nations      | 19 | 19     | 18     | 56    |